# Перрі (округ, Теннессі)
Шаблон:StateAbbr_ 35°38′ пн. ш. 87°52′ зх. д. / 35.64° пн. ш. 87.87° зх. д.
Округ  Перрі (англ. Perry County) — округ (графство) у штаті  Теннессі, США. Ідентифікатор округу 47135.

## Історія
Округ утворений 1819 року.

## Демографія
За даними перепису 2000 року загальне населення округу становило 7631 осіб, усе сільське. Серед мешканців округу чоловіків було 3797, а жінок — 3834. В окрузі було 3023 домогосподарства, 2163 родин, які мешкали в 4115 будинках. Середній розмір родини становив 2,96.
Віковий розподіл населення поданий у таблиці:
| Стать    | До 15 років | 15-21 | 22-29 | 30-39 | 40-49 | 50-65 | 65-85 | Понад 85 |
| -------- | ----------- | ----- | ----- | ----- | ----- | ----- | ----- | -------- |
| Чоловіки | 807         | 357   | 368   | 463   | 558   | 694   | 514   | 36       |
| Жінки    | 742         | 285   | 331   | 484   | 541   | 751   | 584   | 116      |

## Суміжні округи
- Гамфріс — північ
- Гікман — північний схід
- Льюїс — південний схід
- Вейн — південь
- Декатур — захід
- Бентон — північний захід

## Виноски
1. ↑  U.S. Decennial Census. United States Census Bureau. Архів оригіналу за 2 серпня 2018. Процитовано 9 квітня 2015.
2. ↑  Historical Census Browser. University of Virginia Library. Архів оригіналу за 11 серпня 2012. Процитовано 9 квітня 2015.
3. ↑  Forstall, Richard L., ред. (27 березня 1995). Population of Counties by Decennial Census: 1900 to 1990. United States Census Bureau. Архів оригіналу за 21 лютого 2015. Процитовано 9 квітня 2015.
4. ↑  Census 2000 PHC-T-4. Ranking Tables for Counties: 1990 and 2000 (PDF). United States Census Bureau. 2 квітня 2001. Архів оригіналу (PDF) за 18 грудня 2014. Процитовано 9 квітня 2015.
5. ↑  State & County QuickFacts. United States Census Bureau. Архів оригіналу за 7 червня 2011. Процитовано 7 грудня 2013.(англ.) Наведено за англійською вікіпедією.
6. ↑  American FactFinder. Бюро перепису населення США. Архів оригіналу за 26 лютого 2012. Процитовано 31 січня 2008.

| США | Це незавершена стаття з географії США. Ви можете допомогти проєкту, виправивши або дописавши її. |